# Cat Stevens
Yusuf Islam / Cat Stevens, novo nome e antigo nome artístico de Steven Demetre Georgiou (Londres, 21 de Julho de 1948) é um cantor e compositor britânico. Vendeu 40 milhões de álbuns, principalmente entre as décadas de 1960 e 1970. Entre suas canções mais populares estão "Morning Has Broken", "Peace Train", "Moonshadow", "Wild World", "Father and Son" e "Oh Very Young". Depois de sua conversão ao islamismo adotou o nome de Yusuf Islam, tendo defendido publicamente em várias ocasiões a execução de Salman Rushdie.

## Biografia

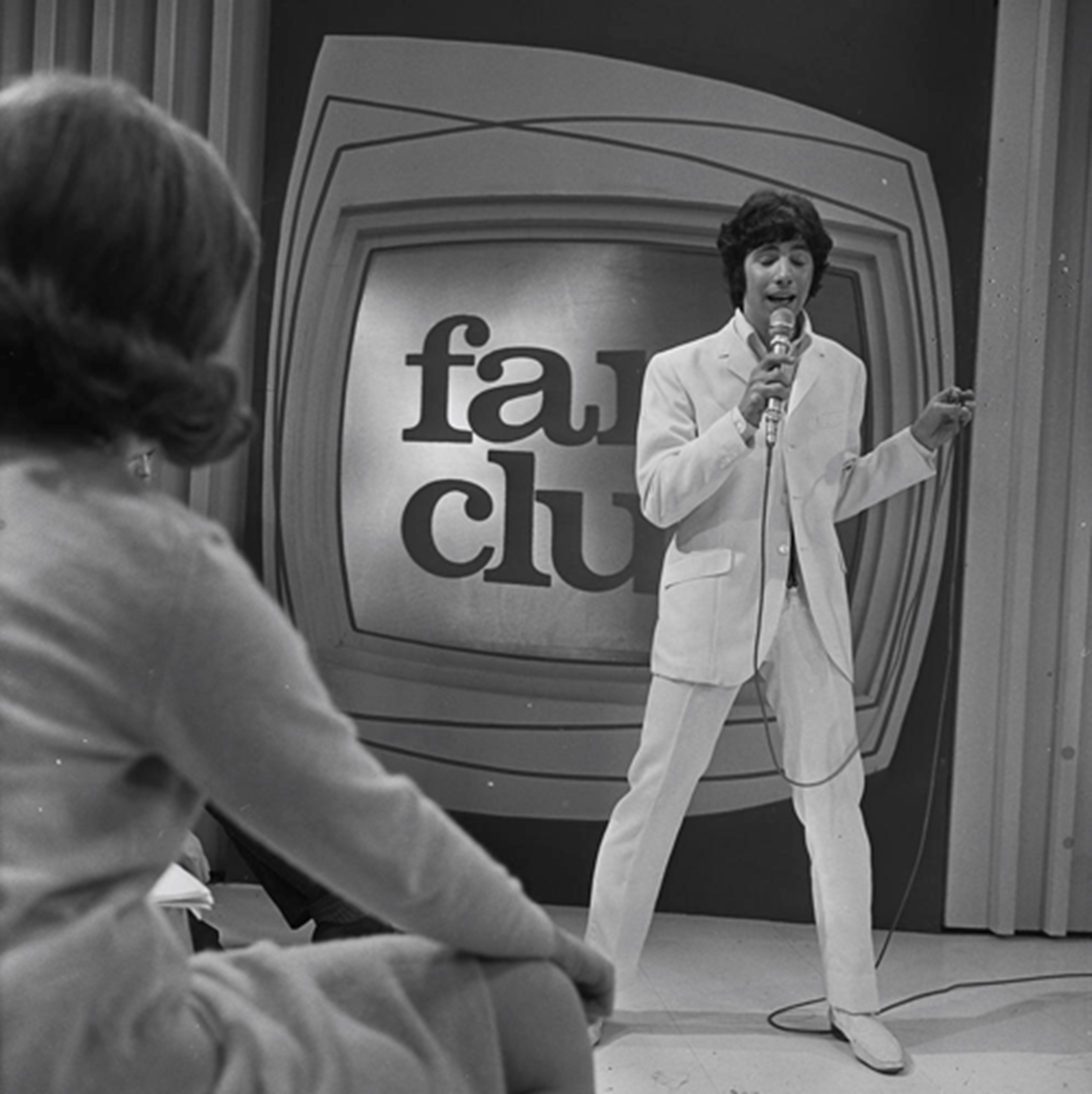
Cat Stevens (1966)

Nascido em Londres e batizado Steven Demetre Georgiou, é filho de pai de origem greco-cipriota e mãe de origem sueca. 
Converteu-se ao islã, mudou de nome para Yusuf e abandonou a música em 1978. Desde então, passou a se dedicar à atividades beneficentes e educacionais em prol da religião. Toma muito cuidado quanto ao uso de suas canções. Muitas delas dissertam sobre temas de sua vida anterior à conversão e Stevens não quer mais ser associado a eles. Não surpreende que nunca tenha permitido que suas canções fossem usada em comerciais de televisão, com exceção de Father and Son para o comercial da agência Saatchi & Saatchi Wellington pelo apelo passional da propaganda, e no filme Guardiões das Galáxias 2, (2017). Apesar de estar há quase 30 anos afastado da indústria musical, os trabalhos como Cat Stevens continuam vendendo uma média de 1,5 milhão de discos por ano.
Criou seu próprio selo fonográfico, a Ya Records, pelo qual já produziu dez discos de música religiosa e espiritual. Fundou três escolas muçulmanas em Londres e uma organização sem fins lucrativos, Small Kindness, reconhecida pela ONU e pela qual presta ajuda aos órfãos de conflitos como Bósnia, Kosovo e Iraque. Em 2004, o Departamento de Segurança Interna dos Estados Unidos impediu sua entrada no país, após incluí-lo na lista de vigilância por atividades provavelmente relacionadas ao terrorismo. Neste mesmo ano, recebeu o prêmio "Man Of Peace" dado àqueles que se dedicam a promover a paz e a reconciliação entre as pessoas e que condenam o terrorismo. A cerimônia ocorreu no Capitolino, em Roma. 
Em 1994 lançou o dueto com Rod Stewart do single "Father and Son", grande sucesso a nível Internacional. 
Em Março de 2005 ele lançou Indian Ocean, sobre o tsunami de 2004 no Oceano Índico, que atingiu vários países em 26 de dezembro de 2004, com o objetivo de ajudar os órfãos de Banda Aceh, na Indonésia, uma das áreas mais afetadas pelo tsunami. Em 2006, anunciou a sua volta à música pop, com o disco An Other Cup, lançado em 28 de novembro, coincidindo com o 40º aniversário de lançamento do seu primeiro álbum.
Em janeiro de 2009, Yusuf gravou uma canção de George Harrison chamada "The Day the World Gets Round", em colaboração com Klaus Voormann. O dinheiro arrecadado com a canção foi doado às pessoas vítimas da guerra na Faixa de Gaza. Para promover o novo single Voormann, redesenhou um famoso álbum dos Beatles, o Revolver, sendo que a nova edição veio com o desenho de Yusuf mais novo, o próprio Voorman e George Harrison. Em maio do mesmo, foi lançado o novo álbum de Yusuf, Roadsinger. A principal música, "Thinking 'Bout You", saiu na rádio BBC em março. 
Yusuf casou-se com Fauzia Mubarak Ali em 7 de setembro de 1979, com quem teve cinco filhos. Atualmente mora em Londres, mas periodicamente passa temporadas em Dubai, nos Emirados Árabes Unidos.
Apresentou-se no festival Viña Del Mar 2015, no Chile.

## Discografia selecionada
Esta lista não inclui todos os álbuns que foram lançados.

### Como Cat Stevens
- Matthew and Son (1967)
- New Masters (1967)
- Mona Bone Jakon (1970)
- Tea for the Tillerman (1970)
- Teaser and the Firecat (1971)
- Catch Bull at Four (1972)
- Foreigner (1973)

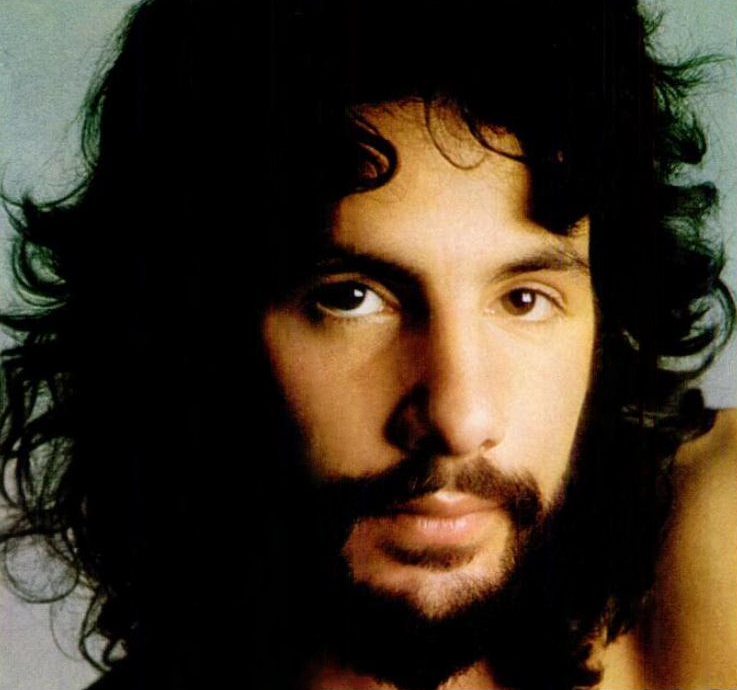
Stevens, em 1972

- Buddha and the Chocolate Box (1974)
- Another Saturnight (1974)
- Greatest Hits (álbum Cat Stevens) (1975)
- Numbers (1975)
- Izitso (1977)
- Back to Earth (1978)
- Footsteps in the Dark: Greatest Hits Vol. 2 (1984)
- Wild World - The Very Best of Cat Stevens (1990)
- Box Set (2001)
- Majikat: Earth Tour 1976 (2004)
- Gold (2005)
- Remember Cat Stevens (1996)
- The Very Best Of Cat Stevens (2003)

### Como Yusuf Islam

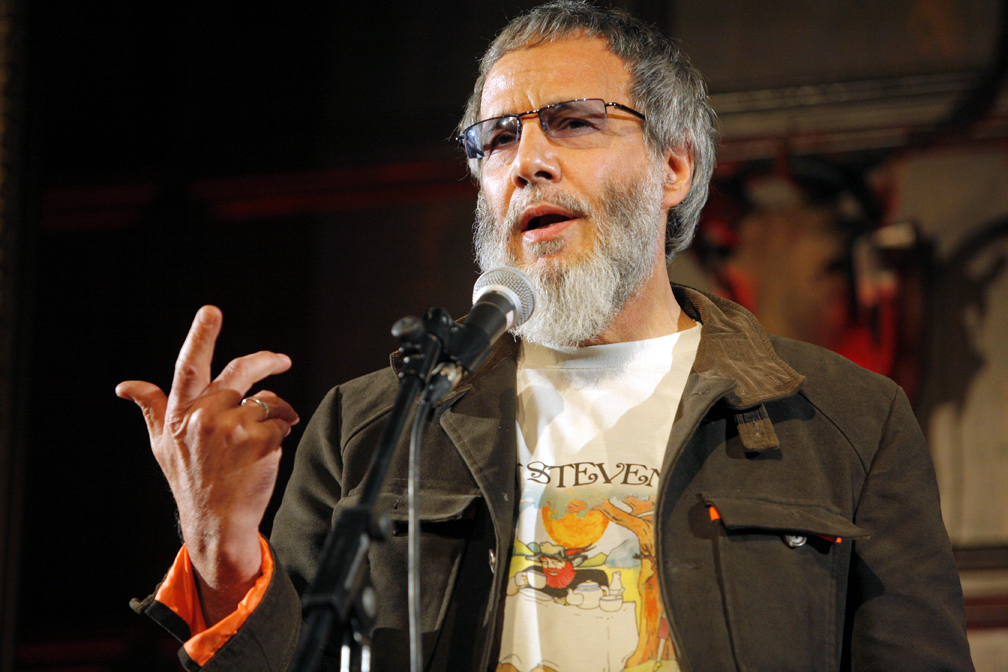
Yusuf em 2009

- 1995: The Life of the Last Prophet
- 1998: I Have No Cannons that Roar
- 1999: Prayers of the Last Prophet
- 2000: A Is for Allah
- 2001: Bismillah
- 2002: In Praise of the Last Prophet
- 2003: I Look I See
- 2003: Night of Remembrance
- 2005: Indian Ocean
- 2006: Footsteps in the Light
- 2008: I Look, I See 2
- 2014: The Story of Adam and Creation

Como Yusuf:
- 2006: An Other Cup
- 2009: Roadsinger
- 2014: Tell 'Em I'm Gone
- 2017: The Laughing Apple
- 2020: Tea for the Tillerman²